# Nådendals rådhus
Nådendals rådhus är ett gammalt rådhus i Nådendal vid Mannerheimgatan. Rådhuset som stod färdigt år 1887 ritades av arkitekten Hugo Neuman. Byggnaden är skyddad av Museiverket som en del av värdefulla kulturmiljöer av riksintresse.
Nådendals rådhus är uppfört i nyrenässans. Byggnaden fungerade som rådhus fram till 1964 och efter det som stadshus. I stadshuset fanns mötesrum för stadsstyrelsen och stadsdirektörens tjänstebostad. På gården finns en gårdsbyggnad som byggdes år 1887 och ett nyare uthus från 1912 som fungerade som polisarrest. Ett daghem för 61 barn fanns i byggnaden mellan 2006 och 2021.